# Ivo Šušak
Ivo Šušak (Široki Brijeg, 10. lipnja 1948.), hrvatski je nogometni trener. Trenutačno voditelj je nogometne škole u zagrebačkome GNK Dinamu.

## Trenerska karijera

### Klupska karijera
Šušak se rodio 1948. godine u Širokome Brijegu, a u Zagreb se doselio sredinom šezdesetih godina 20. stoljeća došavši na tadašnju Visoku školu za fizičku kulturu (danas Kineziološki fakultet u Zagrebu). Trenerskim poslom počeo se baviti u zagrebačkom Kemičaru gdje je u razdoblju između 1971. i 1975. godine trenirao sve uzraste. Nakon toga postao je trenerom u zagrebačkome Dinamu gdje je uglavnom trenirao pomladak (radio je i s prvom momčadi i bio na posudbi u drugim klubovima kao što su tadašnje zagrebačko Jedinstvo i Dinamo iz Vinkovaca) tako je jedno vrijeme vodio i generaciju Roberta Prosinečkoga i Zvonimira Bobana. Godine 1989. preuzeo je NK Zagreb i u dvije godine iz treće doveo ga u prvu jugoslavensku ligu, da bi nakon stvaranja samostalne Hrvatske sa Zagrebom osvojio drugo mjesto, pri čemu je klub bio u utrci za prvaka do zadnjega kola. Potom je od ispadanja spasio slovensku Izolu, a kasnije je vodio Osijek, NK Marsonia i Hrvatski dragovoljac. Nakon Osijeka, Mike i Zagreba, bio je izbornikom hrvatske reprezentacije do 21 godine. 

### Reprezentacija

#### Hrvatska
Izbornikom hrvatske reprezentacije do 21 godine bio je u dva navrata od 1997. do 2000. godine i od 31. siječnja 2011. godine do 2013. godine. Kao izbornik mladu je hrvatsku reprezentaciju "ispod 21 godine" odveo na europsko prvenstvo, a bio je i jedan od pomoćnika Ćire Blaževića na svjetskom prvenstvu u Francuskoj 1998. godine. Bio je skaut izbornika Slavena Bilića za EURO 2008. godine.

#### Gruzija
S gruzijskom reprezentacijom ostvario je povijesni uspjeh pobijedivši Rusiju u kvalifikacijama za europsko prvenstvo 2004. godine. Gruzija je pobijedila s 1:0 na stadionu Mikel Meški, 30. travnja 2003. godine.

## Priznanja
Maribor
- Prva slovenska nogometna liga (1): 2000./01.

Dinamo Tbilisi
- Prva gruzijska nogometna liga (1): 2002./03.
- Gruzijski kup (1): 2003./04.
- Kup Zajednice neovisnih država (1): 2004.[4]